# الثورة الكتالانية
الثورة الكتالانية (بالكتالانية: Guerra dels Segadors، أي: حرب الحصَّادين) هي ثورة اندلعت في معظم أجزاء إمارة كتالونيا بين عامي 1640 و1659، وكان لها تأثيرٌ حاسم في توقيع صلح البرانس عام 1659، والذي نتج عنه تخلّي دولة تاج أراغون الإسبانية عن إقليم روسيون والجانب الشمالي من إقليم كونتية سيردانيا إلى مملكة فرنسا.

## الخلفية
بدأت جذور الثورة الكتالانية بحالة توجُّس سادت المجتمع الكتالاني من تواجد الجنود القشتاليّين في بلادهم خلال الصراع بين إسبانيا وفرنسا في حرب الثلاثين عاما. فقد كان الدوق أوليفاريز - رئيس وزراء فيليب الرابع ملك إسبانيا - يستهلك موارد كتالونيا دون حسابٍ لخدمة حربه مع فرنسا، فأجبر فلاحي الإقليم على إيواء الجنود القشتاليين بمنازلهم ومزارعهم دون مقابل. استمرَّت الأمور بالتوتر حتى جاء موعد وليمة جسد المسيح (وهي احتفالٌ ديني رائج في إسبانيا) بشهر مايو عام 1640، عندما ثار سكان كتالونيا على الجيش وقتلوا العديد من القادة الإسبان، وثاروا تحت شعارات يعيش الإيمان بالمسيح ويعيش الملك ويعيش الوطن، تسقط الحكومة الظالمة. كانت هذه الثورة مفاجئةً للدوق أوليفاريز وجيشه، الذي كان مشغولاً في معظمه بقتال الفرنسيّين شمالاً.
استغلَّ رئيس الجنرالات الكتالانيين بالجيش الإسباني - باو كلاريس آي كاساديمونت - خضمَّ هذه الأحداث لإعلان تأسيس جمهورية كتالانية مستقلَّة سياسياً عن إسبانيا.

## الثورة
كان أول ردود فعل إسبانيا على الغضب الشعبي هو إرسال جيشٍ كبيرٍ مكوَّن من 26,000 رجل بقيادة الماركيز بيدرو فاراجدو لسحق الثورة. توجَّه الجيش أولاً إلى برشلونة (عاصمة كتالونيا)، وخلال طريقه إليها استعاد سيطرته على عددٍ من المدن الصغيرة، حيث أعدم هناك مئاتٍ من السكان المشاركين بالانتفاضة، إلا أنَّ هذه الإجراءات زادت من غضب الجماهير الثائرة في برشلونة. وقعت إحدى أولى المعارك الكبيرة بين الثوار والجيش الإسباني في 26 يناير عام 1641، وهي معركة مونتجوك التي وقعت في تلالٍ قريبة من برشلونة، وحقَّق فيها الثوار نصراً كبيراً على الجيش الإسباني. إلا أنَّ القائد الكتالاني في ذلك الحين - باو كلاريس - توفيّ على نحوٍ مفاجئ بعد المعركة بفترةٍ قصيرة، ممَّا ترك كتالونيا بحالة فوضى، حتى أعلن أخيراً عن تنصيب لويس الثالث عشر ملك فرنسا بمنصب كونت برشلونة الجديد، ممَّا جعله قائداً للكتالانيين، وأدى إلى تحالف كتالونيا مع فرنسا ضد إسبانيا لسنواتٍ عديدة.
قاد فيليب دي لا موث-هودانكورت بعد عقد هذا التحالف جيشاً فرنسياً-كتالانياً مشتركاً باتّجاه الجنوب، وحقق انتصاراتٍ عدة على الجيش الإسباني هناك. تقدم هودانكورت عميقاً داخل الأراضي الإسبانية حتى أنَّه ضرب حصاراً على طرطوشة وعدة مدنٍ أخرى، إلا أنَّ هذه الحصارات فشلت في آخر الأمر، واضطرَّ الكتالانيون والفرنسيون للتراجع شمالاً. رغم ذلك، نجح الفرنسيون ببسط سيطرتهم على كامل روسيون ومدنٍ أخرى بالشمال، فيما تلقَّى الإسبان هزائم جديدةً بمعارك في برشلونة ومدنٍ أخرى.
مع أنَّ الجيش الإسباني تلقى العديد من الهزائم، إلا أنَّه نجح بعد حصارٍ وهجوم قويٍّ باستعادة برشلونة - عاصمة الكتالان - في عام 1652، ممَّا أدى إلى انكسار الثورة الكتالانية وتحولها إلى جيوب مقاومةٍ صغيرة غير منظَّمة، وأصبحت جبال البرانس هي إلى حدٍّ ما الحدود غير الرسمية بين إسبانيا ومملكة فرنسا.

## النتائج
رغم أنَّ توقيع صلح وستفاليا عام 1648 نجح بإيقاف حرب الثلاثين عاما في أوروبا وإنهاء بعض حروب إسبانيا، إلا أنَّه لم يكن كفيلاً بإنهاء الثورة الكتالانية ولا الحرب الفرنسية الإسبانية (التي امتدَّت من عام 1635 إلى 1659). وقد ظلَّت الحرب قائمة، حيث كانت تتمركز الجيوش الإسبانية ببرشلونة من جهة، بينما تتمركز تلك الفرنسية ببيربينيا من جهةٍ أخرى.
في النهاية، قرَّرت مملكة فرنسا عام 1652 التخلّي عن كتالونيا، مقابل الاحتفاظ لنفسها بمنطقة روسيون. وأدَّت هذه الخطوة إلى توقيع صلح البرانس فيما بعد وإنهاء الحرب بين إسبانيا وفرنسا تماماً عام 1659.

## راجع أيضا
- الأسبوع المأساوي (كاتالونيا)